# Roberto De Rosa
Roberto De Rosa (Victoria, Buenos Aires, Argentina, 21 de junio de 1947) es un exfutbolista argentino que se destacó como volante creativo en Tigre durante la década de 1970.

## Historia
Futbolista de buen pie, talentoso, elegante y de gran pegada, De Rosa surgió de las categorías menores de Tigre, destacandose como volante creativo o puntero. Su debut se realizó el 18 de marzo de 1967, en un encuentro ante Sportivo Italiano. Integró el plantel que consiguió el ascenso a la Primera División de Argentina a través del Reclasificatorio de 1967 y fue un pilar fundamental del ascenso a Primera B en 1971. También formó parte del gran equipo de 1975, donde supo hacer dupla ofensiva con Raúl de la Cruz Chaparro. 
En total disputó 201 partidos a lo largo de 9 temporadas, convirtiendo 41 tantos, siendo un símbolo de buen fútbol e ídolo del Matador en la década de 1970. Trabajó luego como entrenador de inferiores durante varios años, y en 1996 fue parte del cuerpo técnico del primer equipo junto a Roberto Roque del Valle Carrizo.
En la temporada de 1970 jugó para Sarmiento de Junín y se retiró en 1978 vistiendo los colores de Defensores de Belgrano (4 goles en 6 partidos).

## Trayectoria
| Club                   | País      | Período   |
| ---------------------- | --------- | --------- |
| Tigre                  | Argentina | 1967-1969 |
| Sarmiento de Junín     | Argentina | 1970      |
| Tigre                  | Argentina | 1971-1977 |
| Defensores de Belgrano | Argentina | 1978      |

## Palmarés

### Campeonatos nacionales
| Éxitos                     | Club  | País      | Año  |
| -------------------------- | ----- | --------- | ---- |
| Ascenso a Primera División | Tigre | Argentina | 1967 |
| Ascenso a Primera B        | Tigre | Argentina | 1971 |